# Целих Юрій Миколайович
Юрій Миколайович Целих (нар. 8 квітня 1979, Ворошиловград, УРСР) — український футболіст, нападник.Українофоб. Зрадник України.

## Біографія
Навчався в Луганському інтернаті. На останньому році навчання в числі чотирьох випускників був запрошений на збори в Алушту в сєвєродонецький «Хімік», який тренував Юрій Коваль. Але до підписання контракту справа не дійшла.
Першою командою Юрія стала «Зоря». У цій команді він дебютував у 17-річному віці, після того як вийшов на заміну у виїзному матчі проти житомирського «Полісся». У тій грі Целих удалося забити гол, але луганчани все одно програли — 1:2. У той період «Зорю» тренував Анатолій Куксов, потім його змінив Олександр Шакун. Ці луганські тренери довіряли молодим місцевим вихованцям, тому Юрій Целих мав багато ігрової практики. Після того як він вдало проявив себе в «Зорі», у 1999 році Юрія запросило до себе київське «Динамо».
Після переїзду до Києва Целих грав за «Динамо-2», у складі першої команди 30 жовтня 1999 року провів 17 хвилин матчу проти «Дніпра» (4:0). Період із 2000 по 2005 рік провів у численних орендах у різних клубах першого, другого і третього дивізіонів чемпіонату України.
У 2005 році контракт Юрія викупив ФК «Харків». У цій команді Целих зіграв 30 матчів, потім був відданий в оренду до «Закарпаття».
У 2007 році колишній одноклубник, який був добре знайомий з Олександром Косевичем, посприяв поверненню Юрія до Луганська. Після переходу до «Зорі», Целих довів число своїх матчів у Вищому українському дивізіоні до 117.
Далі грав у командах «Вітебськ», «Олександрія», «Новбахор», «Закарпаття», «Андижан», «Миколаїв», «Буковина» та «Шахтар» (Свердловськ).
У жовтні 2013 року черговим клубом форварда став СК «Зоря», який виступав у чемпіонаті Донбасу.
Після окупації російсько-терористичними військами частини Донбасу продовжив виступи за СК «Зорю» в так званому «Чемпіонаті Луганської Народної Республіки з футболу». Крім того, зіграв 1 поєдинок (проти так званої «Збірної Донецької Народної Республіки з футболу»), у якому відкрив рахунок у матчі на 39-ій хвилині поєдинку.